# A kincses sziget kalózai (film, 1995)
A kincses sziget kalózai (eredeti cím: Cutthroat Island) 1995-ben bemutatott amerikai kalandfilm, amely egy 17. századbeli női kalóz kalandjairól szól. A film hatalmas anyagi bukás lett, egy ideig mint „minden idők legnagyobb filmes bukása” volt számon tartva, mely a gyártó stúdiót, a Carolcót is megszüntette. A forgatókönyvet Robert King és Marc Norman írta, a filmet Renny Harlin rendezte, a zenéjét John Debney szerezte, a producerei James Gorman, Renny Harlin, Laurence Mark és Joel B. Michaels voltak.
Az Amerikai Egyesült Államokban 1995. december 22-én mutatták be a mozikban, Magyarországon 2004. február 1-jén a TV2-n sugározták a televízióban.

## Cselekmény
Morgan Adams nő létére rettegett kalózkapitány, aki apjától örökölte meg a hajóját és sokat próbált legénységét. Apja révén azonban egy kincsestérkép egy darabjára is szert tesz, melyet amúgy az apja fejére tetováltak. Mivel a térkép latinul van és senki nem beszéli a nyelvet, szerezniük kell egy latinul beszélő embert, akit egy rabszolgaárverésen William Shaw személyében találnak meg. Csakhogy nemsokára a kalóznő sötét lelkű nagybátyja, Dawg Brown is tudomást szerez a kincshez vezető térképről, aki semmitől nem riad vissza, hogy megszerezze, és ezért még unokahúgával is hajlandó harcba szállni...

## Szereplők
| Szerep                    | Színész               | Magyar hang    |
| ------------------------- | --------------------- | -------------- |
| Morgan Adams              | Geena Davis           | Juhász Judit   |
| William Shaw              | Matthew Modine        | Király Attila  |
| Dawg Brown                | Frank Langella        | Reviczky Gábor |
| John Reed                 | Maury Chaykin         | Csuja Imre     |
| Ainslee                   | Patrick Malahide      | Bozsó Péter    |
| Mr. Glasspoole            | Stan Shaw             | Faragó András  |
| „Black” Harry Adams       | Harris Yulin          | N/A            |
| Mr. Blair                 | Rex Linn              | Bognár Tamás   |
| Trotter kapitány          | Angus Wright          | N/A            |
| Toussant                  | Ken Bones             | N/A            |
| Bowen                     | Christopher Masterson | Bartucz Attila |
| Mordechai „Fingers” Adams | George Murcell        | N/A            |

## Forgatás
A rendező Renny Harlin ekkor a főszereplő Geena Davis férje volt, és ezzel a filmmel akarták Davis kalandfilmes imidzsét elindítani. A férfi főhős Shaw szerepére eredetileg Michael Douglast kérték fel, aki viszont ragaszkodott hozzá, hogy ugyanannyi szerepe legyen a filmben, mint Davis-nek, mikor azonban úgy érezte, hogy mégis kevesebb a játékideje Davis-nél, kilépett a produkcióból. Állítólag ezután már Davis is ki akart lépni, de őt szerződés kötelezte a film befejezésére. A férfi főszereplő helyére folytatott keresgélés miatt a film cselekményét és díszleteit is át kellett igazítani, miközben a felkért Tom Cruise, Keanu Reeves, Liam Neeson, Jeff Bridges, Ralph Fiennes, Charlie Sheen és Michael Keaton mind visszamondták a felkínált szerepet, amit végül az akkor feltörekvő Matthew Modine vállalt el. A film későbbi hatalmas bukása az ő, Davis és a rendező Harlin karrierjét is hátrányosan befolyásolta.

## A bukás
A gyártó Calorco studió, melyet Andy Vajna és Mario Kassar hozott létre még a hetvenes években és sok sikerfilm fűződik hozzájuk (Rambo, Terminator, Total Recall – Az emlékmás) anyagi zavarba került, miután Kassar rendkívül pazarlóan bánt a bevételekkel, emiatt a stúdió 1992-re már csődközeli állapotba került. A nagy anyagi veszteségek miatt számos leépítésre és átszervezésre került sor, míg végül a stúdió utolsó esélyeként merült fel a kalózos kalandfilm ötlete. A film költsége 98 millió dollárt tett ki, amihez képest azonban nagyjából 10 millió dollár volt csak a bevétel és ezzel nem csak a Carolco szűnt meg, hanem ez lett minden idők legnagyobb filmes bukása is: a 98 millió, plusz marketing költségek összesen 115 millió dollárt tettek ki, a későbbi összbevétel pedig világviszonylatban így is csak 18 és fél millió dollár lett, ami nagyjából 96 és fél millió dollár veszteséget jelentett, ez az összeg 2013-as árfolyamon több mint 145 millió dolláros veszteség. A fiaskó még Geena Davis karrierjét is negatívan befolyásolta, aki a Stuart Little, kisegér c. vígjátékot leszámítva azóta sem kapott különösebben nagyobb szerepeket.
A film bukása után a 2003-as A Karib-tenger kalózai: A Fekete Gyöngy átka című filmig jelentősen hanyagolva volt a kalózos tematikájú film.

## Fordítás
- Ez a szócikk részben vagy egészben  a   Cutthroat Island című angol Wikipédia-szócikk fordításán alapul.  Az eredeti cikk szerkesztőit annak laptörténete sorolja fel. Ez a jelzés csupán a megfogalmazás eredetét és a szerzői jogokat jelzi, nem szolgál a cikkben szereplő információk forrásmegjelöléseként.